# Kefar Blum
Kefar Blum (hebr. כפר בלום) – kibuc położony w samorządzie regionu Ha-Galil ha-Eljon, w Dystrykcie Północnym, w Izraelu. Członek Ruchu Kibuców (Ha-Tenu’a ha-Kibbucit).

## Położenie
Leży na północy Górnej Galilei, w pobliżu granicy z Libanem.

## Historia
Kibuc został założony w ruchu 1943 przez osadników z Wielkiej Brytanii, RPA i USA. Nazwany na cześć Léona Bluma.

## Gospodarka
Gospodarka kibucu opiera się na rolnictwie i turystyce.

## Klimat
Panuje tu praktycznie bezdeszczowe lato (brak opadów w okresie od początku czerwca do końca sierpnia), a wilgotność względna w godzinach południowych waha się od 36 do 40% (wczesnym rankiem wynosi średnio 60-68%). Na przestrzeni 65 lat odnotowano tu w lipcu zaledwie jeden niewielki opad (0,5 mm: 9 lipca 1995). Większość opadów przypada na miesiące zimowe, od listopada do marca. W tym okresie średnia liczba dni z opadami wynosi od 7,9 do 13,5. Największy opad dzienny (84,6 mm) odnotowano 12 listopada 1983.